# Михаил Громов
 Тази статия е за руския авиатор.  За руско-френския математик вижте Михаил Громов (математик).  
Михаил Михайлович Громов (на руски: Михаи́л Миха́йлович Гро́мов) е известен съветски авиатор, генерал-полковник, герой на Съветския съюз, професор, спортист.
Роден е в Твер на 24 февруари 1899 г. Баща му е военен лекар, семейството се мести с него и Михаил отраства в Калуга, Ржев и край Москва. Следва година в МВТУ, където завършва авиационен теоретически курс. В армията е от 1917 г., завършва Московската летателна школа (1918), където остава като летец-инструктор. После е летец-изпитател от 1924 до 1930 г.
Занимавайки се със спорт (бягане и гимнастика), той е сред първите тежкоатлети в Червената армия, а през 1923 г. става шампион на СССР по вдигане на тежести (в тежка категория).
В периода 10 – 12 септември 1934 г. на самолет АНТ-25 (втори пилот А. И. Филин, щурман И. Т. Спирин) извършва рекордно по далечина и продължителност прелитане по затворен маршрут – 12 411 км за 75 часа. За мъжество и героизъм, проявени при изпълнение на прелитането, на 28 септември [1934 г. е присвоено званието „Герой на Съветския съюз“ (медал № 8), а Филин и Спирин са наградени с ордена „Ленин“.
В периода 12 – 14 юли 1937 г. (втори пилот А. Б. Юмашев, щурман С. А. Данлин) прави нов рекорд за най-дълъг полет без прекъсване с дължина 10 148 км от Москва до гр. Сан Хасинто, Калифорния, САЩ през Северния полюс със самолет „Туполев АНТ-25“. За полета Громов е награден с ордена „Ленин“, а на Юмашев и Данилин е присвоено званието „Герой на Съветския съюз“. Спортната Международна авиационна федерация награждава с медала De la Vaulx (наречен на Анри де Ла Во, Henry de La Vaulx) за най-добро постижение за 1937 година.
На 22 февруари 1938 г. става комбриг. Работи в Централния аерохидродинамически институт (в Москва, преместен в гр. Жуковски, Московска област през 1935 г.) в периода 1930 – 1941 г. Громов е първият директор на Летателно-изследователския институт (ЛИИ) в Жуковски – от март до август 1941 г.
Участва пряко във Великата отечествена война от декември 1941 г. последователно като:
- декември 1941 – февруари 1942: командир на 31-ва смесена авиационна дивизия от Калининскиия фронт;
- февруари – май 1942: командващ Военновъздушните сили на Калининския фронт;
- 3 май 1942: генерал-майор от авиацията;
- май 1942 – май 1943: командващ 3-та въздушна армия;
- 30 април 1943 – генерал-лейтенант от авиацията;
- май 1943 – июнь 1944: командващ 1-ва въздушна армия;
- 19 август 1944 – генерал-полковник от авиацията;

В заключителния етап на войната и веднага след нея (1944 – 1946) е началник на Главното управление по бойна подготовка на фронтовата авиация на ВВС. След това продължава да заема отговорни длъжности:
- 1946 – 1949: заместник-командващ Далечната авиация;
- 1949 – 1955: началник на Управлението по летателната служба на Министерството на авиационната промишленост на СССР.

През 1955 г. генерал-полковник от авиацията Громов излиза в запас. Той е председател на Федерацията по вдигане на тежести на СССР от 1959 до 1961 г. Депутат е в първия (1937 – 1946) и във втория състав на Върховния съвет на СССР. Умира в Москва на 22 януари 1985 г. Погребан е в Новодевическото гробище.
Днес на Громов са наименувани Летателно-изследователският институт в Жуковски и площад край него, улици, училища и други обекти в СССР, руски военен и пътнически самолети.